# Antares
För andra betydelser, se Antares (olika betydelser).
Antares eller Alfa Scorpii (α Scorpii, förkortad Alfa Sco, α Sco), som är stjärnans Bayerbeteckning, är i genomsnitt den femtonde ljusaste stjärnan på natthimlen och den ljusaste stjärnan i stjärnbilden Skorpionen. Speciellt rödaktig när den ses med blotta ögat, är Antares en långsamt oregelbunden variabel stjärna som varierar i skenbar magnitud från +0,6 till +1,6. På grund av stjärnans karaktär har de härledda parallaxmätningarna stora fel, så att det sanna avståndet mellan Antares och solen beräknas vara ca 550 ljusår (ca 170 parsek).

## Nomenklatur
Stjärnans traditionella namn Antares härstammar från det antika grekiska Ἀντάρης, som betyder "motståndare till Mars", på grund av likheten av dess rödaktiga nyans till utseendet på planeten Mars. Jämförelsen av Antares med Mars kan ha sitt ursprung från tidiga mesopotamiska astronomer. Några forskare har emellertid spekulerat om att stjärnan kan ha blivit uppkallad efter Antar eller Antarah ibn Shaddad, den arabiske krigarhjälten som firas i de pre-islamiska dikterna Mu'allaqat.
År 2016 organiserade Internationella astronomiska unionen en arbetsgrupp för stjärnnamn (WGSN) för att katalogisera och standardisera riktiga namn för stjärnor. WGSN:s första bulletin av juli 2016 innehöll en tabell över de första två satserna av namn som fastställts av WGSN, som inkluderar Antares som namn för Alfa Scorpii, som nu ingår i IAU:s Catalog of Star Names.

## Egenskaper

Jämförelse mellan de röda superjättarna och solen, som visas som den lilla pricken uppe till höger. Den svarta cirkeln är storleken på banan för planeten Mars. Arcturus ingår också i bilden som jämförelse. Precis som alla röda jättar är den sanna storleken hos Antares osäker på grund av osäkerheten om stjärnans avstånd och luminositet, så den 300 miljoner kilometers radie som här visas anger den nedre varianten av publicerade värden. Antares kan vara mycket större.

Antares A är en röd superjättestjärna av spektralklass M1.5Iab-Ib, och ses som en standard för denna klassen. Den har en massa som är ca 12 gånger större än solens massa, en radie som är 680 - 800 gånger större än solens och utsänder från dess fotosfär 70 000 – 140 000 gånger mera energi än solen vid en effektiv temperatur av ca 3 600 K.
Antares är av typ LC, en långsamt oregelbundet variabel stjärna, vars skenbara magnitud varierar långsamt mellan extremerna +0,6 och +1,6, men vanligtvis i närheten av +1,0. Den har ingen tydlig periodicitet, men statistiska analyser har kommit fram till perioder på 1 733 dygn eller 1 650 ± 640 dygn. Ingen separat lång sekundärperiod har upptäckts, även om det har hävdats att primärperioder längre än tusen dagar är analoga med långa sekundärperioder.
Antares kommer, liksom den lika stora röda jätten Betelgeuse i stjärnbilden Orion, med stor säkerhet att explodera som en supernova, förmodligen inom de kommande tiotusen åren. Under några månader kan Antares supernova då vara lika ljus som fullmånen och vara synlig på dagtid.

### Följeslagare
Antares har en följeslagare av magnitud 5,5, Antares B, som förflyttats från en vinkelseparation på 3,3 bågsekunder 1854 (från primärstjärnan Antares A) till 2,67 +/- 0,01 bågsekunder 2006. Den observerades först av den skotske astronomen James William Grant den 23 juli 1844. Den nuvarande vinkelseparationen är lika med en projicerad separation ca 529 astronomiska enheter (AE) vid det beräknade avståndet till Antares, vilket ger ett minimivärde för separationen av paret. Spektroskopisk undersökning av energistatus i utflödet av materia från följeslagaren tyder på att den befinner sig ca 224 AE bortom primärstjärnan. Antares B är en blåvit stjärna i huvudserien av spektral typ B2.5V och har ett flertal ovanliga spektrallinjer som tyder på att den har bildats av materia som utstötts av Antares A.

## Antares i populärkulturen
- 1971 namngav besättningen på USA:s rymdraket Apollo 14 expeditionens månlandare efter stjärnan.
- Antares är landskapsstjärna för det svenska landskapet Småland.
- I avsnittet Invasion of the Turtle Snatchers från 1989 i 1987 års tecknade TV-serie av Teenage Mutant Ninja Turtles får Jorden besök av en familj från en fiktiv planet som kretsar kring Antares. De kallar sig "antarianer", och avskyr våld[24].
- I Lars von Trier:s film Melancholia från 2011 försvinner stjärnan från sin position i Skorpionens stjärnbild på grund av planeten Melancholias närmande.